# Glassworks
Glassworks es una obra de música de cámara en seis movimientos por Philip Glass. Es considerado como una obra paradigmática de su estilo compositivo. Después de sus conciertos y obras teatrales a mayor escala, Glassworks fue el exitoso intento de Philip Glass de crear una obra más orientada hacia el pop, "apropiada para su escucha con un Walkman", con piezas considerablemente más cortas y accesibles compuestas para el estudio de grabación. El álbum de estudio fue lanzado en 1982.

## Movimientos
- I. Opening (piano (con trompa al final)) 6'24"
- II. Floe (2 flautas, 2 saxofones sopranos, 2 saxofones tenores, 2 trompas, sintetizador) 5'59"
- III. Island (2 flautas, 2 saxofones sopranos, saxofón tenor, clarinete bajo, 2 trompas, viola, violonchelo, sintetizador) 7'39"
- IV. Rubric (2 flautas, 2 saxofones sopranos, 2 saxofones tenores, 2 trompas, sintetizador) 6'04"
- V. Façades (2 saxofones sopranos, sintetizador, viola, violonchelo) 7'20" - Se origina en la banda sonora de la película Koyaanisqatsi, pero finalmente no se utilizó para el film; se interpreta como pieza suelta (ISWC T-010.461.089-0).
- VI. Closing (flauta, clarinete, clarinete bajo, trompa, viola, violonchelo, piano) 6'03" - Repetición de Opening.

### "Opening"
"Opening" emplea tresillos de corcheas, sobre una base de corcheas, sobre redondas en compás de 4/4. Formalmente se compone de tres grupos de cuatro compases de tres o cuatro acordes repetidos cuatro veces cada uno, ABC:||ABC, que luego se funde con el siguiente movimiento, "Floe" con la entrada de las trompas.

### "Floe"
El movimiento (Floe se traduce como témpano) presenta dos secciones idénticas formalmente. Aunque de gran carácter rítmico, las implicaciones melódicas de "Floe" vienen con la orquestación empleada. No hay modulación, sino que simplemente una progresión armónica se repite una y otra vez. La superposición de capas de contraste tímbrico es característica de la pieza como un todo.

## Lanzamiento y recepción
Glassworks tiene una calificación de 4.5/5 en Allmusic. El álbum fue un gran éxito comercial, introdujo la música de Glass a las masas, dándole al autor reconocimiento mundial.